# Manfred Eckstein (Politiker, 1936)

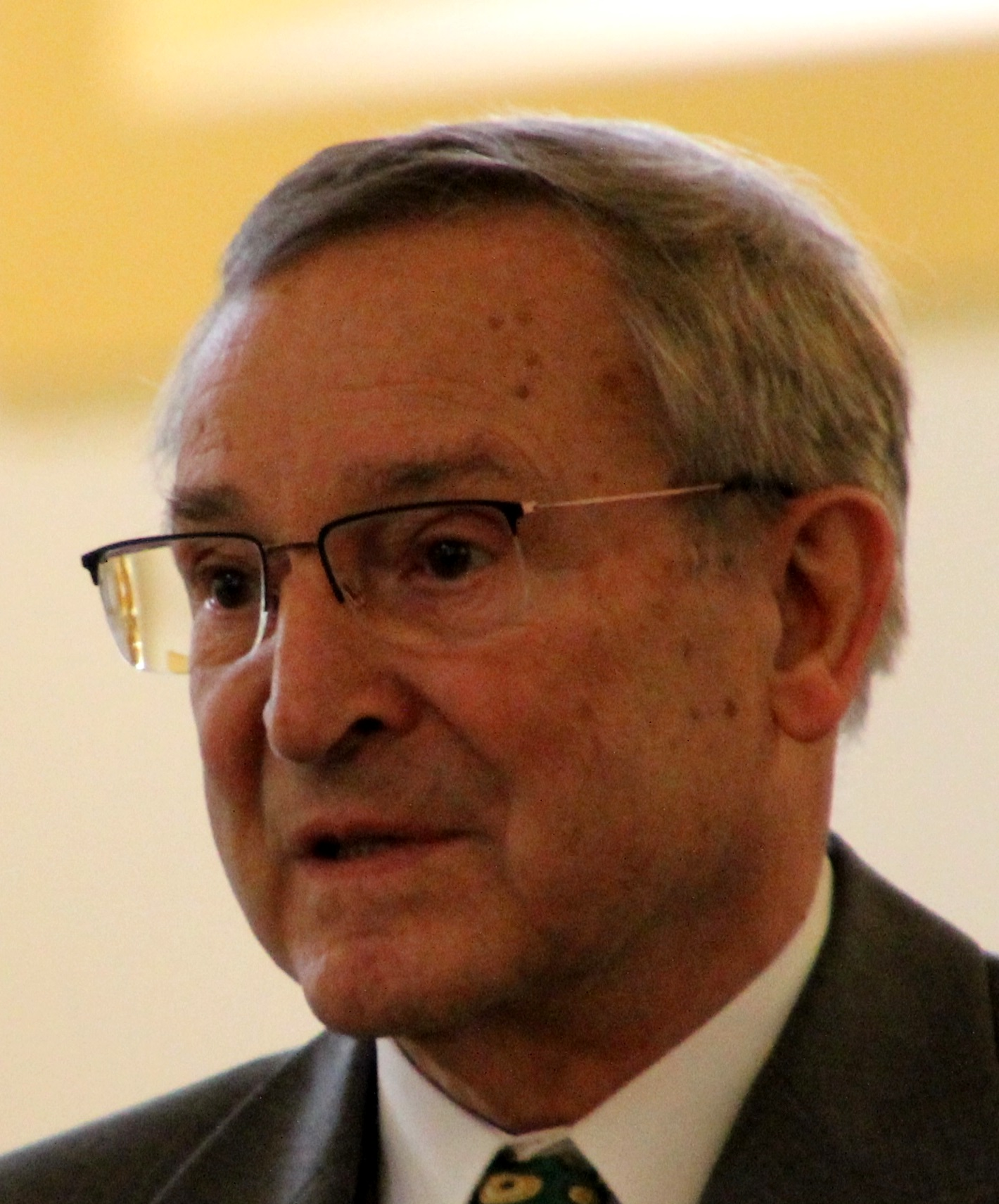
Manfred Eckstein (2019)

Manfred Eckstein (* 23. Dezember 1936 in Erfurt) ist ein deutscher Arzt und Politiker der CDU. Von 1990 bis 1994 war er Mitglied des Thüringer Landtags.

## Leben
Eckstein studierte Medizin an der Friedrich-Schiller-Universität Jena und wurde dort 1961 promoviert. Es folgte dort auch die Ausbildung zum Internisten.
1971 wurde er Leiter der Inneren Abteilung des Krankenhauses Schleiz. Die Promotion B folgte 1986 (Das bevölkerungswirksame Programm zur Bekämpfung von Herz-Kreislauf-Krankheiten und anderen chronischen nichtübertragbaren Krankheiten in Schleiz: Ergebnisse u. Schlussfolgerungen). 2002 trat er nach 31 Dienstjahren in den Ruhestand.
Ab 1990 war Eckstein Vorsitzender des Verbandes leitender Krankenhausärzte Thüringens e.V. sowie stellvertretender Vorsitzender des Berufsverbandes Deutscher Internisten.
Vom 14. Oktober 1990 bis zum 15. Oktober 1994 war er Mitglied des Thüringer Landtags in dessen erster Wahlperiode.
2003 wurde ihm vom Vorstand der Bundesärztekammer die Ernst-von-Bergmann-Plakette verliehen.
Schon ab 1972 war er Angehöriger der Goethe-Gesellschaft, die ihm 2012 die Ehrenmitgliedschaft verlieh.
Viele Jahre war er ein großer Förderer des Sports in Schleiz, wobei er 1973 ein Schleizer Ärzteteam gründete, aus dem 2004 der jetzige HFC Schleiz hervorging.
Er ist Vorsitzender des Seniorenbeirats der Stadt Schleiz und aktives Mitglied in den Fördervereinen der Goetheschule und des Gymnasiums Dr. Konrad Duden der Stadt, wobei er dort seit Jahren zahlreiche Seminarfachgruppen betreut.
Er ist zweiter Vorsitzender des Geschichts- und Heimatvereins zu Schleiz und gehört zur „Dudenker“-Arbeitsgruppe dieses Vereins, die 2018 die Wiedereröffnung des Konrad-Duden-Museums im ehemaligen Schleizer Gymnasium Rutheneum erreichte. Regelmäßig erscheinen Beiträge von ihm im Heimatjahrbuch des Saale-Orla-Kreises.
Er ist verheiratet und hat zwei Kinder.

## Publikationen
- Der letzte Tag des Volkssturmes. In: Landratsamt Schleiz (Hrsg.): Heimatjahrbuch des Saale-Orla-Kreises. Schleiz 2006, S. 143.
- Der Bombenangriff am 8. April 1945. In: Landratsamt Schleiz (Hrsg.): Heimatjahrbuch des Saale-Orla-Kreises. Schleiz 2006, S. 144.
- Der letzte Kriegstag. In: Landratsamt Schleiz (Hrsg.): Heimatjahrbuch des Saale-Orla-Kreises. Schleiz 2006, S. 145.
- Brot. In: Landratsamt Schleiz (Hrsg.): Heimatjahrbuch des Saale-Orla-Kreises. Schleiz 2007, S. 87.
- Sandbauten. In: Landratsamt Schleiz (Hrsg.): Heimatjahrbuch des Saale-Orla-Kreises. Schleiz 2007, S. 88.
- Bergwerkserlebnisse 1953. In: Landratsamt Schleiz (Hrsg.): Heimatjahrbuch des Saale-Orla-Kreises. Schleiz 2006, S. 105.
- Kindheitserinnerungen. In: Landratsamt Schleiz (Hrsg.): Heimatjahrbuch des Saale-Orla-Kreises. Schleiz 2012, S. 157.
- Die friedliche Revolution 1989 in Schleiz aus Sicht eines Beteiligten. In: Landratsamt Schleiz (Hrsg.): Heimatjahrbuch des Saale-Orla-Kreises. Schleiz 2010, S. 239.
- Orgelgeschichten: entstanden beim Bau der Neuen Bergkirchenorgel 2003 bis 2007. In: Landratsamt Schleiz (Hrsg.): Heimatjahrbuch des Saale-Orla-Kreises. Schleiz 2011, S. 79.
- Die Geschichte des Ärztefußballs in Schleiz. In: Landratsamt Schleiz (Hrsg.): Heimatjahrbuch des Saale-Orla-Kreises. Schleiz 2012, S. 177.